# Интератерии
Интератерии (лат. Interatherium) — род вымерших млекопитающих семейства Interatheriidae отряда нотоунгулятов. Обитали в Южной Америке в раннем миоцене. Окаменелости были найдены в формациях Санта-Крус, Коллон-Кура и Сармьенто в Аргентине.

## Внешний вид и строение
Эти животные, размером с современную американскую норку (длиной около 40 сантиметров без учета хвоста), обладали довольно необычной морфологией, если сравнивать с морфологией его ближайших родственников. В отличие от форм, подобных Protypotherium, Interatherium обладали короткими и крепкими ногами, а также длинным телом, похожим на тело ласки. Передние ноги были оснащены четырьмя пальцами.
Черепа Interatherium были столь же аберрантными: они были на самом деле гораздо более компактным, чем у других архаичных форм, а морда была как будто раздавлена. Челюсть, в частности, была очень глубокой и высокой, выступала назад и имела значительные выемки для крепления челюстных мышц. Челюстная мышца была прикреплена к большому костному фланцу, расположенному в нижней части челюсти, известному как нисходящий отросток. Этот отросток значительно редуцирован у родственных Interatheriidae: хорошо развитый отросток Interatherium был внешне похож на те, что наблюдаются у глиптодонтов, таксона гигантских броненосцев. Как и другие Interatheriidae, Interatherium обладали полными наборами зубов, включая 44 зуба, но отличались наличием диастемы между резцами и премолярами. Диастема подчеркивалась размерами последнего резца и клыка, настолько маленькими, что они отсутствовали у некоторых особей.

## Классификация
Род Interatherium был впервые описан в 1887 году Флорентино Амегино на основе ископаемых останков, найденных в провинции Санта-Крус, Аргентина, в слоях, датируемых нижним миоценом. Типовой вид — Interatherium rodens, который был назван на основе правой верхней челюсти, впервые собранной Франсиско П. Морено в 1876-77 годах. Несколько других видов были описаны Амегино в 1894 году (I. anguliferum, I. brevifrons, I. dentatum, I. interruptum, I. rodens, I. supernum, I. excavatus), многие из которых затем считались синонимами I. rodens, хотя многие из их голотипов были утеряны.

## Палеобиология
Из-за коротких ног и удлиненного тела некоторые палеонтологи полагают, что Interatherium могли жить в подземных логовах, но ноги не показывают особой адаптации к рытью. Это были определенно травоядные животное, которое питались листьями, травой и другой растительностью, которая росла на уровне земли, возможно, вблизи водоемов.

## Виды
По данным сайта Paleobiology Database, на апрель 2025 года род включает 4 вымерших вида:
- Interatherium excavatum Ameghino, 1889
- Interatherium extensum Ameghino, 1889
- Interatherium extensus Fernández et al., 2023
- Interatherium rodens Moreno, 1882